# 觉醒青年团
觉醒青年团（abbrev. API ）是由阿末·博斯达曼于1946年在怡保成立的青年组织。博斯达曼是首任团长。觉醒青年团是反对英国殖民主义者的斗争的早期马来社群中一个有影响力的政治组织。觉醒青年团也是马来亚马来国民党中最强大的组织。
觉醒青年团作为马来国民党最强大的组织，它的路线是马来国民党进一步激进化，并得到了广大马来群众的支持。该组织最初是马来国民党的青年翼，与桑西雅·法姬亞领导的觉醒妇女组地位类似。然而在1946年12月马来国民党在马六甲举行第二届代表大会后，两个组织逐渐独立发展。
觉醒青年团的领袖大多是平民，如博斯达曼、卡里姆·阿布峇卡、嘉化·峇峇等。该组织与世界民主青年联盟和印度尼西亚的亚洲青年委员会机构有着非常密切的联系，这对觉醒青年团斗争的各个方面都产生了巨大的影响。

## 斗争
《觉醒青年团政治报告》一书中所载的建立该组织的目的是：
(a) 将觉醒的青年团结在一个组织里；

(b) 巩固为民族、为祖国而奋斗的路线；

(c) 为年轻人提供政治、精神和身体方面的培训，使他们做好成为领导者的准备；

(d) 根据对基于人民主权的民主的真正理解来重建马来亚；

(e) 要求在马来亚政府中拥有代表权。

简而言之，觉醒青年团希望通过一切开放的途径为实现民族和祖国的独立而奋斗，可能的话温和，必要的话激进。觉醒青年团坚信，民族和祖国的独立只能靠自己的力量来实现。

## 意识形态
觉醒青年团的意识形态和愿景如下：
1. 政治上

一个独立的国家，纯粹的民主，政府来自人民，为人民提供福利（从人民中来，到人民中去）。
2. 经济上

一个来自人民、服务于人民的有序经济体系。
3. 社会上

社会秩序和社会正义：社会正义是民主是否充分发挥作用的衡量标准。觉醒青年团指出，只要社会上存在阶级，民主就不是真正的民主。该组织希望消除马来社会人民之间的阶级对立。

## 被查禁
1947年7月，在时任巫统主席翁惹化的同意下，英殖民政府在马来亚联邦政府公报上查禁觉醒青年团。这一行为是根据《1947年社团条例》执行的。英政府指出取缔觉醒青年团的原因是人民力量中心-全马联合行动理事会导致的混乱局面和以觉醒青年团为首的左派的活动。英政府通过出版的《觉醒青年团政治报告》了解到该组织的威胁，于是出于安全原因取缔该组织。 觉醒青年团是第一个被英政府取缔的组织，在马来亚独立运动史上有着重大的影响。 